# Kruispijler
De kruispijlers zijn de vier pijlers (of zuilen) die op de hoeken staan van de kruising in een kruiskerk. Ze ondersteunen het gewelf van de kruising en gedeelten van het koor, de transepten en het schip. Soms rust er een kruisingtoren of een koepel op de kruispijlers.